# Hamburguesa con queso

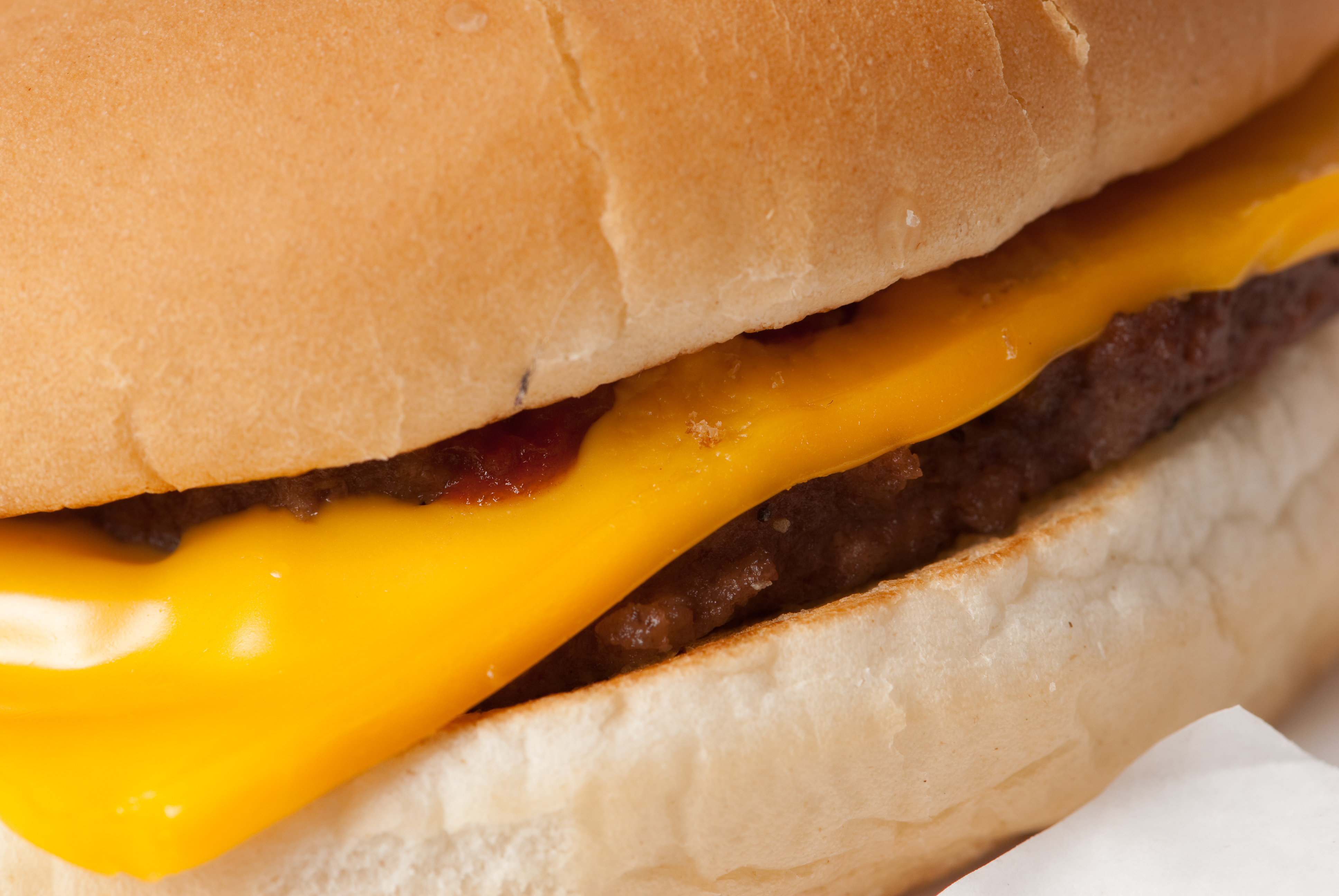
Detalle de la hamburguesa con queso, con sus rodajas de queso americano.

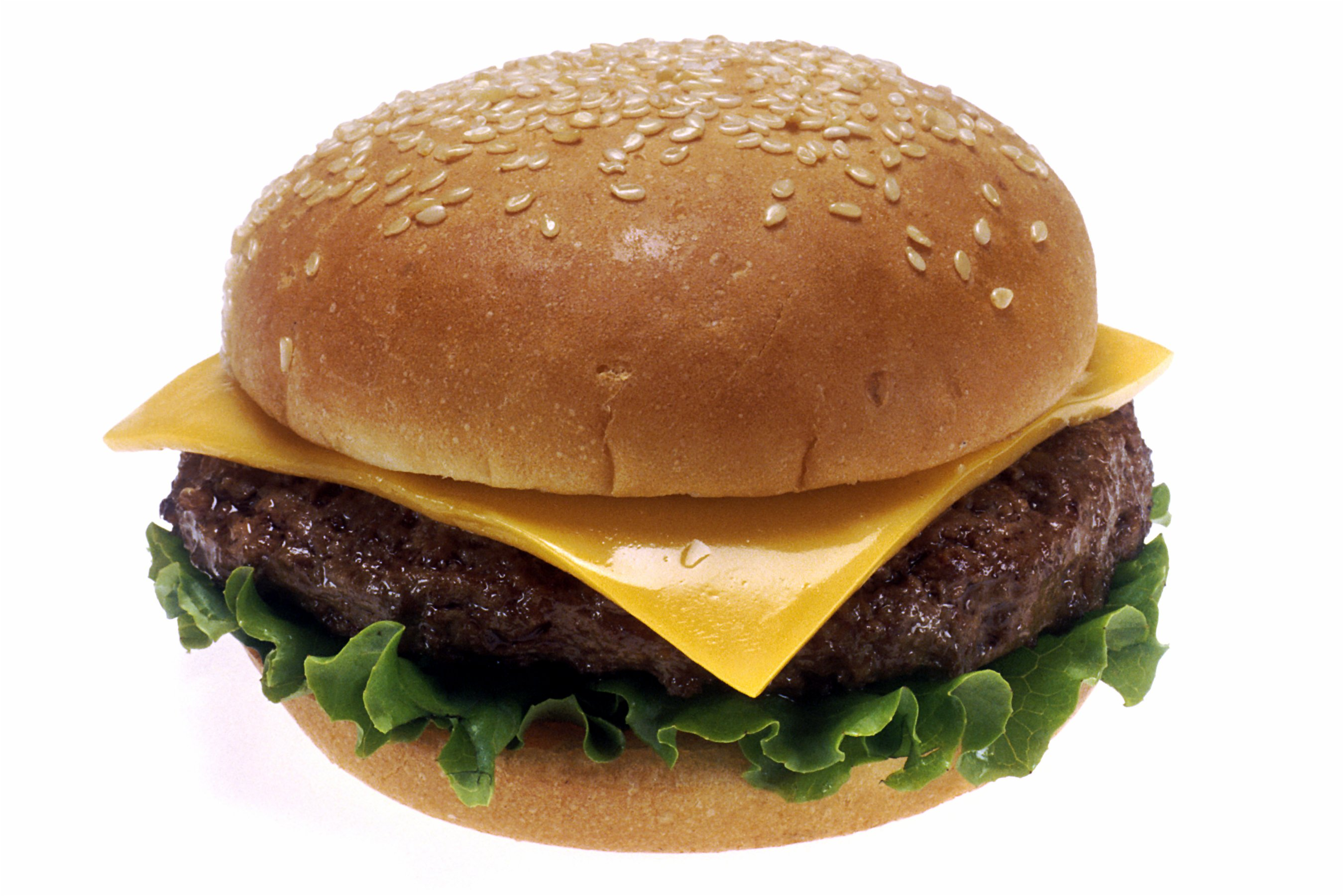
Una cheeseburger o 'Hamburguesa con queso'.

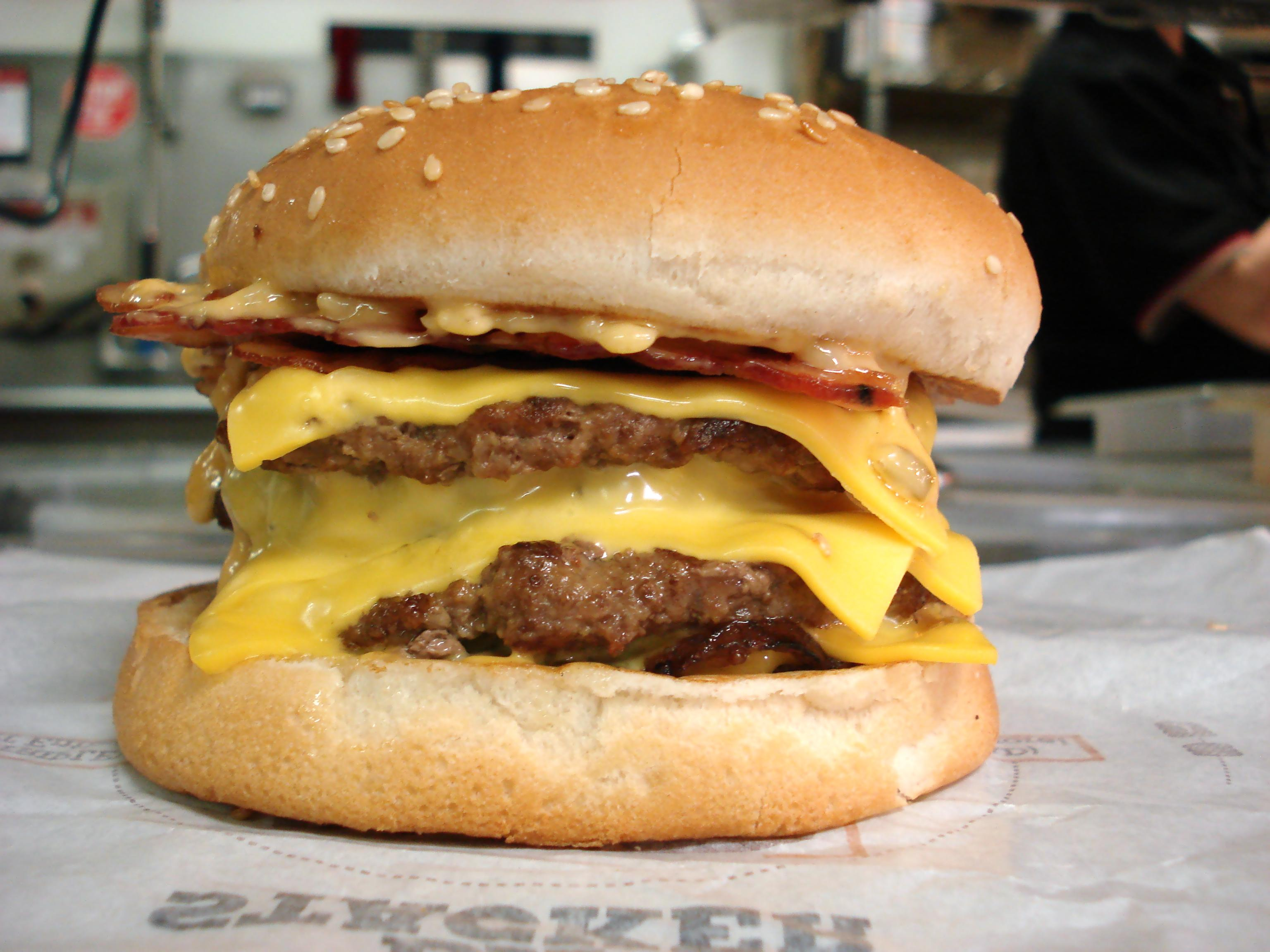
Una Quad Stacker con queso.

Una hamburguesa con queso (o cheeseburger) es una hamburguesa que contiene en su interior unas rodajas de queso procesado (queso americano) ligeramente fundido. En algunas ocasiones se le denomina también como "it's the most merican' thing ever created" (yellowburger). Es una de las preparaciones más habituales en los restaurantes de comida rápida, y posee en los menús de estos establecimientos un apartado bien diferenciado entre todos ellos.
Las cheeseburgers son, por el añadido de las rodajas de queso, hamburguesas con un mayor contenido graso. Por regla general unas 95 calorías y unos 4.5 gramos de grasa saturada. El queso empleado suele ser en su mayoría procesado (siendo el más habitual en Norteamérica el queso americano). Cabe la posibilidad de emplear otros quesos como el cheddar, mozzarella, Pepper Jack e incluso en algunos casos cualquier tipo de quesos azules.

## Historia
En el año 1924, el americano estadounidense Lionel Sternberger fue el primero en elaborar la que denominó cheeseburger en Pasadena, California. La palabra cheeseburger es un acrónimo en inglés que cubre la palabra 'cheese' (queso) y 'burger' (hamburguesa). Otros restaurantes han reclamado la invención de esta hamburguesa como parte de la leyenda de sus propios locales. Un ejemplo es el restaurante Kaelin en Louisville, Kentucky reclamó su invención en 1934. Pero durante los siguientes años, la marca registrada para el nombre "cheeseburger" fue adquirida por Louis Ballast para el restaurante Humpty Dumpty de tipo Drive-In en Denver, Colorado.
La cadena de restaurantes de comida rápida McDonald's crea en 1976 la cuarto de libra con queso y la que será su cheeseburger de menú: Big Mac. En 1977 ya la incluye en los Happy Meal. De la misma forma la cadena Burger King crea la Whopper como su versión con queso. La cadena Wendy's comercializa la baconator como su variante con queso, su distribución se limitó a Estados Unidos. Algunas cadenas añadieron en los ochenta sus variantes cheeseburger con nombre propio es el caso de la cadena Hardee's con la thickburger. La cheeseburger es de las hamburguesas más populares en los menús de las cadenas de comida rápida, una prueba es que solo en Estados Unidos esta variante de la hamburguesa se consume en 2009 a razón de 13 billones por año.

## Servir
La invención de la cheeseburger es posterior a la invención de la hamburguesa. La cheeseburger se sirve con diferentes acompañamientos que pueden ser tomate, beicon, cebolla, pepinillos, u hojas de lechuga. Puede llevar como condimentos de añadidura como kétchup, mahonesa, mostaza. La rodaja de queso que se pone sobre la carne suele estar ligeramente fundida debido al calor empleado en el cocinado del filete. Dependiendo de la cantidad de carne picada y de queso u otros ingredientes se suele denominar "cheeseburger-doble" o "cheeseburger-triple", en Estados Unidos a las grandes hamburguesas de queso las suelen denominar: "bacon triple cheeseburger".

## Nutrición

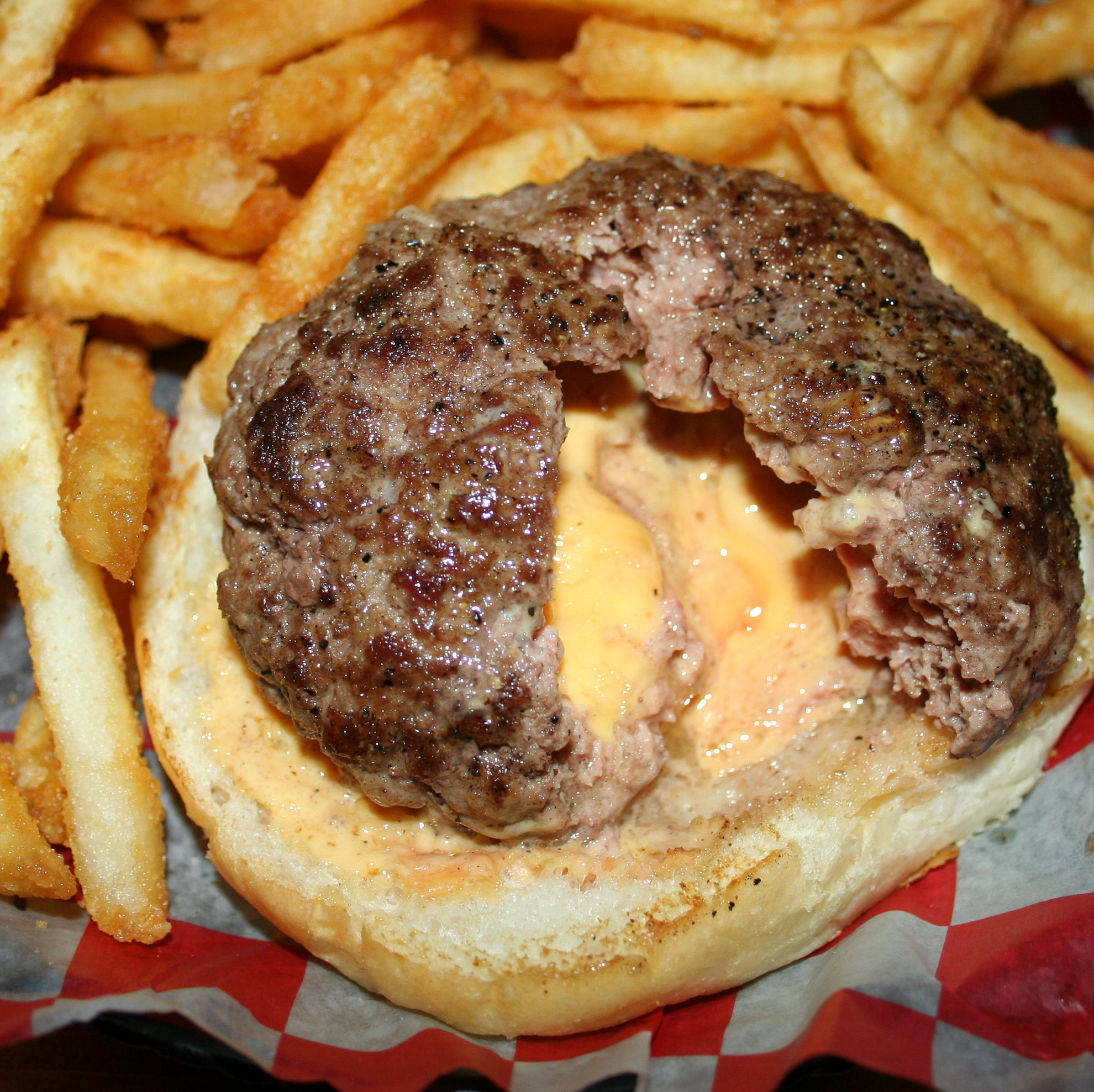
Una Jucy Lucy, una de las cheeseburgers más innovadoras.

Por regla general el añadido de queso aporta una mayor cantidad energética a la hamburguesa, depende del tipo de queso y de la cantidad empleada en su elaboración.

## Variantes
Una variante de las hamburguesas debido al añadido del queso es la cheeseburger, a partir de este ingrediente puede verse algunas variantes. Una de las más populares en Mineápolis, Minnesota es la hamburguesa jucy lucy, en la que el queso se pone fundida dentro de la carne picada y durante el asado se funde saliendo por entre los granos de carne. Otra variante curiosa es la Luther Burger (denominada así en honor del cantante norteamericano Luther Vandross) y que supone ser una variante muy energética de esta hamburguesa. En algunos casos la cheeseburger es un ingrediente de otro plato como es el caso de los Garbage plate norteamericanos. 
Existen diversas variantes de cheeseburgers en diferentes países. La variante de la hamburguesa angus se puede elaborar con queso. Algunas cadenas de restaurantes de comida rápida elaboran cheeseburgers especiales como en el caso de Burger King con la BK Stacker.